# Red Stripe Champions Cup
De Red Stripe Champions Cup (vroeger NBS Federation (FA) Cup) is het grootste knock-outtoernooi van het Jamaicaanse voetbal.

## Winnaars

### NBS Federation (FA) Cup
- 1990/91 : Olympic Gardens 1-0 Portmore United FC
- 1991/92 : Seba United FC
- 1992/93 : Olympic Gardens
- 1993/94 : Harbour View FC
- 1994/95 : Reno FC
- 1995/96 : Reno FC 1-0 Arnett Gardens FC
- 1996/97 : Naggo Head FC 1-0 Portmore United FC
- 1997/98 : Harbour View FC 1-0 Waterhouse FC
- 1998/99 : Tivoli Gardens FC 2-0 Violet Kickers FC
- 1999/00 : Portmore United FC 1-0 Wadadah FC
- 2000/01 : Harbour View FC 3-0 Wadadah FC
- 2001/02 : Harbour View FC 2-1 Rivoli United FC
- 2002/03 : Portmore United FC 1-0 Harbour View FC
- 2003/04 : Waterhouse FC 2-1 Village United FC

### Red Stripe Champions Cup
- 2004/05 : Portmore United FC 3-1 Harbour View FC
- 2005/06 : Tivoli Gardens FC 3-2 Portmore United FC (na extra tijd)
- 2006/07 : Portmore United FC 2-1 Boys' Town FC (strafschoppen)

### City of Kingston (COK) Co-operative Credit Union Champions Cup
- 2007/08 : Waterhouse FC 2-0 Tivoli Gardens FC

### Flow All-Island Champions Cup
- 2008/09 : Boys' Town FC 3-0 Tivoli Gardens FC
- 2009/10 : Boys' Town FC 3-2 Humble Lions FC
- 2010/11 : Tivoli Gardens FC 3-0 St. George's SC